# 外務省スパイ事件
外務省スパイ事件（がいむしょうスパイじけん）とは、北朝鮮（朝鮮民主主義人民共和国）によるスパイ事件。1967年（昭和42年）11月23日摘発（検挙）。在日本朝鮮人総聯合会（朝鮮総連）傘下の在日本朝鮮人商工連合会幹部（政治部副部長）であった北朝鮮工作員の李在元こと李載元（当時37歳）が外務省欧亜局東欧課の職員を情報源として獲得し、およそ1年間にわたり外務省保管の機密資料を入手した。

## 概要
李載元は1956年（昭和31年）3月、法政大学を卒業後、東京大学農学部研究室に籍を置いた経歴を有している。1963年（昭和38年）3月、それまで勤務していた群馬朝鮮初級学校の教員を辞職して在日朝鮮人商工団体連合会に勤務することとなり、1966年ころから、名目上は同連合会に籍を置きながら、朝鮮商工新聞社を拠点として対南工作にたずさわるようになった。
李載元は、1966年9月ころ、法政大学在学中に知り合った友人Dが外務省国際資料調査課に勤務していることを知り、Dから外務省保管の秘密資料を入手することを企て、旧交を温める口実で酒宴をひらいて彼を招き、金銭をあたえて秘密資料の提供を受けた。その後、Dは欧亜局東欧課の事務官に異動となったが、李載元は毎月1回か2回程度酒食で彼をもてなし、月額2万円程度の現金を謝礼として手渡して多数の極秘情報を入手した。
警視庁は、1967年11月16日にDを、11月23日に李載元を、それぞれ逮捕した。
Dは、1968年8月6日、東京地方裁判所において、国家公務員法違反、横領および業務上横領の罪で懲役1年6カ月、執行猶予5年の判決を受けた。
李載元は、1969年3月18日、東京高等裁判所において、国家公務員法違反、横領教唆、業務上横領教唆、贓物収受で懲役1年の判決を受けた。1970年（昭和45年）、李は北朝鮮に自費出国した。